# Вальтер Гауммер
Вальтер Гауммер (нім. Walter Haummer, нар. 22 листопада 1928) — австрійський футболіст, що грав на позиції нападника.
Виступав, зокрема, за клуб «Ваккер» (Відень), а також національну збірну Австрії.

## Клубна кар'єра
У дорослому футболі дебютував 1949 року виступами за команду клубу «Ваккер» (Відень), кольори якої і захищав протягом усієї своєї кар'єри гравця, що тривала тринадцять років.

## Виступи за збірну
У 1952 році дебютував в офіційних матчах у складі національної збірної Австрії. Протягом кар'єри у національній команді, яка тривала 6 років, провів у формі головної команди країни 16 матчів, забивши 4 голи.
У складі збірної був учасником чемпіонату світу 1954 року у Швейцарії, на якому команда здобула бронзові нагороди.

## Титули і досягнення
- Бронзовий призер чемпіонату світу: 1954